# Alicia Montesquiu
Alicia Montesquiu (10 de octubre de 1976, Barcelona, Cataluña, España), es una actriz, autora y cantante española.

## Trayectoria
Ha participado en series como Al salir de clase, Hospital Central, Esencia de poder, Génesis: En la mente del asesino y Yo soy Bea.
También ha participado en películas como Maniac Tales (Sección Oficial del Festival de Málaga) , Cien maneras de acabar con el amor, Bestiario y Código natural.
En el ámbito del teatro más reciente: Dramaturgia El viento y la luz, dirección Humberto Fernández. Titania, dramaturgia y adaptación de Jacinto Benavente con dirección de Bibiana Monje, Las Hermanas de Manolete como actriz y dramaturga, que dirige Gabriel Olivares, La Lluvia Amarilla de Jesús Arbués sobre el libro de Julio Llamazares, El Hombre de la Mancha, Cafés de Zarzuela de Luis Fernandez de Sevilla dirigida por Lorenzo Moncloa, Faraday dirigida por Paco Maciá, Bailando a Lorca, Jacinto Guerrero Vida de Zarzuela de Pedro Martínez, Gorda (Fat Pig) dirigida por Tamzin Townsend, El lindo Don Diego dirigida por Denis Rafter, Las mujeres de Jack, ¿Existe Papá Noel? de Paco Mir, La Gran Vía y Debut dirigidas por Juanma Bajo Ulloa entre otras.  
Es intérprete también de Zarzuelas en el rol de tiple cómica.  
Discos CINEMA y ACCIDENTS con la banda LaBelle, y videoclips: Vulcan que dirige Kike Mesa, Ring The Belle y Fire! dirigidos por Juanma Bajo Ulloa.
Ha publicado Mareas Movedizas y con la editorial Pigmalión Amor y periodismo (2021), Amores Canallas (2019)  y Amores de Cine (2020)